# Lidia Pitteri
Lidia Pitteri (Venezia, 9 settembre 1933 – Venezia, 29 aprile 2017) è stata una ginnasta italiana.

## Biografia
Nata a Venezia nel 1933, a 18 anni partecipò ai Giochi olimpici di Helsinki 1952, in tutte e sette le gare: chiuse sesta nel concorso a squadre con 494,74 punti, 10ª negli attrezzi a squadre con 68,20, 30ª nel concorso individuale con 71,60, 69ª al corpo libero con 17,49, 28ª alle parallele asimmetriche con 17,89, 47ª alla trave con 17,49 e 10ª nel volteggio con 18,73.
Nello stesso 1952 e anche l'anno dopo, il 1953, fu campionessa italiana nel concorso generale individuale ai campionati italiani assoluti con i colori della Società Veneziana di Ginnastica Costantino Reyer.
Dopo il ritiro si sposò ed ebbe quattro figlie femmine.
Morì nel 2017, a 83 anni.